# Neophylax securis
Neophylax securis är en nattsländeart som beskrevs av Vineyard och Wiggins 1987. Neophylax securis ingår i släktet Neophylax och familjen Uenoidae. Inga underarter finns listade i Catalogue of Life.